# Liguilla Pre-Libertadores 1981 (Chile)
La Liguilla Pre-Libertadores 1981 fue la 8.º edición de la Liguilla Pre-Libertadores, torneo clasificatorio para la Copa Libertadores de América, organizado por la Asociación Central de Fútbol en la temporada de ese año.
El ganador que clasificó a la Copa Libertadores 1982 fue Cobreloa, que obtuvo en primer lugar al finalizar este torneo clasificatorio el 3 de febrero de 1982.

## Equipos participantes
| Equipo               | Vía de clasificación                               |
| -------------------- | -------------------------------------------------- |
| Cobreloa             | Segundo lugar de la Primera División de Chile 1981 |
| Universidad de Chile | Tercer lugar de la Primera División de Chile 1981  |
| Unión Española       | Cuarto lugar de la Primera División de Chile 1981  |
| Naval                | Quinto lugar de la Primera División de Chile 1981  |

## Desarrollo
El torneo se desarrolló con la modalidad de todos contra todos jugado en una rueda.

### Primera fecha
| Liguilla Pre-Libertadores 1981 1.º fecha; 27 de enero de 1982 | Unión Española                                           | 3:3 | Cobreloa                                                        | Estadio Nacional de Santiago, Santiago                            |                                                                   |
|                                                               | Luis Rojas 37' · Dagoberto Donoso 82' · Héctor Pinto 87' |     | Jorge Siviero 3' · Washington Olivera 16' · Armando Alarcón 34' | Asistencia: 20.095 espectadores Árbitro(s): Juan Silvagno Cavanna | Asistencia: 20.095 espectadores Árbitro(s): Juan Silvagno Cavanna |

| Liguilla Pre-Libertadores 1981 1.º fecha; 27 de enero de 1982 | Universidad de Chile  | 1:0 | Naval | Estadio Nacional de Santiago, Santiago                     |                                                            |
|                                                               | Manuel Pellegrini 57' |     |       | Asistencia: 20.095 espectadores Árbitro(s): Sergio Vásquez | Asistencia: 20.095 espectadores Árbitro(s): Sergio Vásquez |

### Segunda fecha
| Liguilla Pre-Libertadores 1981 2.º fecha; 30 de enero de 1982 | Unión Española | 0:1 | Naval                     | Estadio Nacional de Santiago, Santiago                 |                                                        |
|                                                               |                |     | Mario Espinoza 50' (pen.) | Asistencia: 27.676 espectadores Árbitro(s): Mario Lira | Asistencia: 27.676 espectadores Árbitro(s): Mario Lira |

| Liguilla Pre-Libertadores 1981 2.º fecha; 30 de enero de 1982 | Universidad de Chile           | 1:2 | Cobreloa                                     | Estadio Nacional de Santiago, Santiago                    |                                                           |
|                                                               | Miguel Ángel Gamboa 32' (pen.) |     | Jorge Siviero 13' · Johnny Ashwell 58' (ag.) | Asistencia: 27.676 espectadores Árbitro(s): Gastón Castro | Asistencia: 27.676 espectadores Árbitro(s): Gastón Castro |

### Tercera fecha
| Liguilla Pre-Libertadores 1981 3.º fecha; 3 de febrero de 1982 | Universidad de Chile                     | 2:1 | Unión Española    | Estadio Nacional de Santiago, Santiago                      |                                                             |
|                                                                | Orlando Mondaca 57' · Héctor Hoffens 60' |     | Oscar Baquela 68' | Asistencia: 17.243 espectadores Árbitro(s): Guillermo Budge | Asistencia: 17.243 espectadores Árbitro(s): Guillermo Budge |

| Liguilla Pre-Libertadores 1981 3.º fecha; 3 de febrero de 1982 | Cobreloa                                           | 2:1 | Naval              | Estadio Nacional de Santiago, Santiago                   |                                                          |
|                                                                | Eduardo De La Barra 2' (ag.) · Armando Alarcón 61' |     | Ricardo Flores 18' | Asistencia: 17.243 espectadores Árbitro(s): Víctor Ojeda | Asistencia: 17.243 espectadores Árbitro(s): Víctor Ojeda |

## Tabla de posiciones
| Pos | Equipo               | PJ | PG | PE | PP | GF | GC | Dif | Pts |
| --- | -------------------- | -- | -- | -- | -- | -- | -- | --- | --- |
| 1   | Cobreloa             | 3  | 2  | 1  | 0  | 7  | 5  | 2   | 5   |
| 2   | Universidad de Chile | 3  | 2  | 0  | 1  | 4  | 3  | 1   | 4   |
| 3   | Naval                | 3  | 1  | 0  | 2  | 2  | 3  | -1  | 2   |
| 4   | Unión Española       | 3  | 0  | 1  | 2  | 4  | 6  | -2  | 1   |

Pos = Posición; PJ = Partidos jugados; PG = Partidos ganados; PE = Partidos empatados; PP = Partidos perdidos; GF = Goles a favor; GC = Goles en contra; Dif = Diferencia de gol; Pts = Puntos
|  | Clasifica a la Copa Libertadores 1982 |

## Ganador
| Chile                                   |
| Ganador Cobreloa                        |
| Clasificado a la Copa Libertadores 1982 |